# SV Racing Club Aruba
L'SV Racing Club Aruba (nom complet Sport Vereniging Racing Club Aruba) és un club de futbol de la ciutat d'Oranjestad, a Aruba. Va ser fundat el 1934 amb el nom A.B.C.

## Palmarès
- Lliga d'Aruba de futbol:[2]
  - 1938, 1939, 1940, 1941, 1942, 1945, 1946, 1947, 1948, 1950, 1951, 1952–53, 1954, 1956, 1957, 1959, 1960, 1964, 1967, 1978, 1979, 1986, 1987, 1991, 1994, 2002, 2007–08, 2010–11, 2011–12, 2014–15, 2015–16, 2018–19, 2022–23
- Campionat de les Antilles Neerlandeses de futbol:[3]
  - 1965
- Torneo Copa Betico Croes:[4]
  - 2011–12, 2015–16, 2019–20, 2020–21, 2021–22